# Sándor Tar
Sándor Tar (5. dubna 1941 Hajdúsámson – 30. ledna 2005 Debrecín) byl maďarský spisovatel a sociolog. Dvakrát získal Cenu Attily Józsefa.

## Dílo v češtině
- Šedý holub (Szürke galamb),[2] překlad Milan Navrátil, Dauphin, 2005 ISBN 80-7272-011-2
- Naše ulice, Fra – chystaná kniha